# نمل الجيش

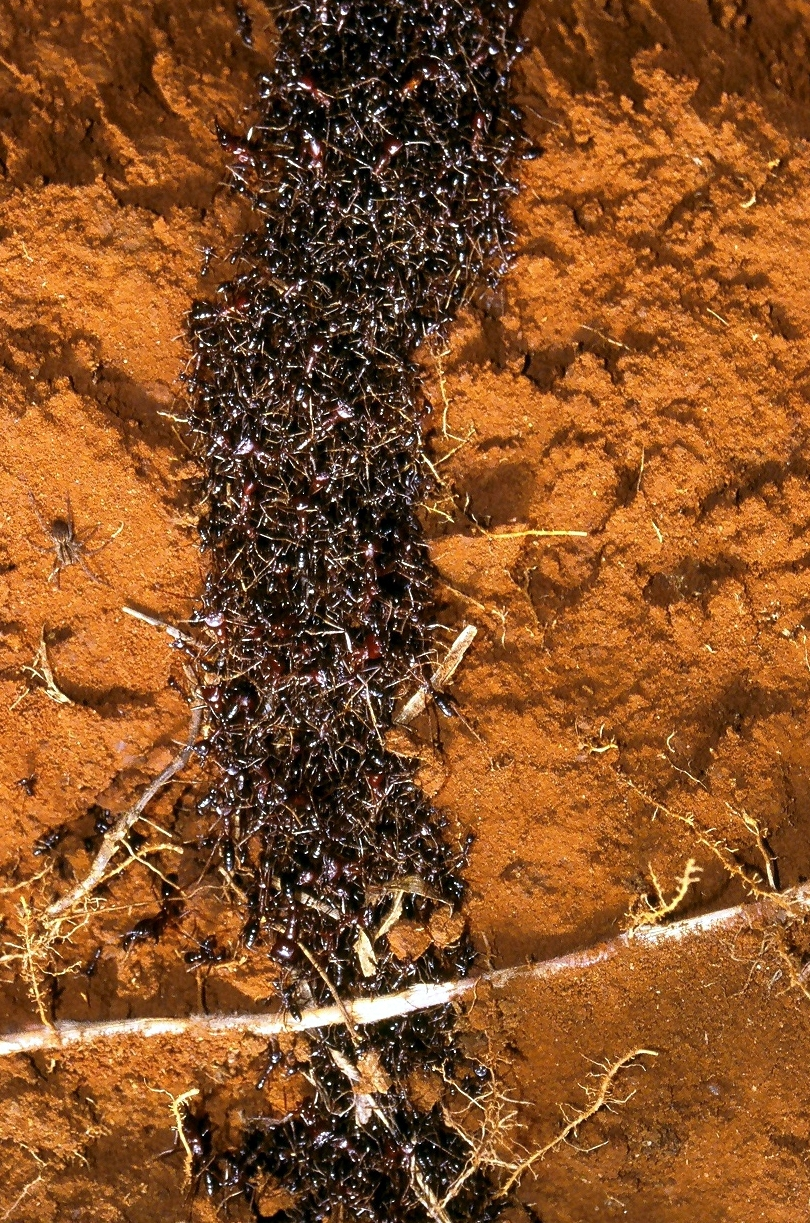
جيوش من النمل.

جيوش النمل أو نمل الجيش  يطلق اسم جيش النمل على أكثر من 200 نوع من النمل، في الأنساب المختلفة، وذلك بسبب مجموعات عدوانية المفترسة العدوانية، والمعروفة باسم «الغارات»، والتي تتغذى فيها أعداد هائلة من النمل في وقت واحد على منطقة معينة.
تتحرك  جيوش النمل بشكل جماعي ومنتظم، بأعداد كبيرة، حيث يقومون بجمع الطعام وحمله إلى جحرهم.